# ألكسندرا كونينغهام
ألكسندرا كونينغهام (بالإنجليزية: Alexandra Cunningham)‏ هي كاتبة سيناريو أمريكية، ولدت في 1972.

## وصلات خارجية
- ألكسندرا كونينغهام على موقع IMDb (الإنجليزية)
- ألكسندرا كونينغهام على موقع ألو سيني (الفرنسية)
- ألكسندرا كونينغهام على موقع قاعدة بيانات الفيلم (الإنجليزية)